# Constitutional Reform Act 2005
Il Constitutional Reform Act è una legge del parlamento britannico che ha disposto la creazione di una Corte suprema del Regno Unito alla quale, a partire dal 2009, sono state trasferite le competenze giurisdizionali del Comitato d'Appello (cosiddetta Law Lords) e del Comitato Giudiziario in materia di devoluzione. 

## Contenuto
L'ufficio del Lord Chancellor fu riformato per rimuovere la sua doppia veste di ministro del governo e di giudice, che andava contro il principio della separazione dei poteri: la riforma fu motivata dalla preoccupazione che la combinazione (pur storicamente consolidatasi, nella forma di governo britannica) di potere legislativo, giudiziario ed esecutivo avrebbe potuto essere giudicata non conforme ai requisiti dell'articolo 6 (paragrafo 1) della Convenzione europea dei diritti dell'uomo: un attore processuale che abbia anche potere legislativo (i Law Lords) o esecutivo (il Lord cancelliere) sarebbe stato probabilmente considerato non sufficientemente imparziale per fornire un processo equo. 
La nuova legge garantisce perciò che i poteri del Lord Cancelliere e del Segretario di Stato per la Giustizia abbiano delle limitazioni nella loro capacità d'impatto rispetto alla magistratura giudicante.

## Effetti
Tale riforma ha comportato la separazione formale tra potere giudiziario e legislativo, prima mancante. Essa soddisfa "la necessità (...) di sottrarre l'alta giurisdizione (o parte di essa) all'istituzione parlamentare che la esercitava attraverso uno spezzone della Camera dei Lords o alla Corona, che operava attraverso il Privy Council. A ciò va aggiunta la prospettiva di dare realizzazione a un principio, se non proprio di separazione dei poteri di concezione montesqueiana altrove perentoriamente respinto da Bagehot come non applicabile al sistema costituzionale britannico, almeno di ulteriore e completa autonomizzazione delle alte funzioni giudiziarie (...) dettata  dall'osservazione desolata della caotica frammentarietà di un'azione giudiziaria ripartita tra diversi corpi. Questa condizione di frammentarietà era considerata da Bagehot una vistosa assurdità del sistema costituzionale di matrice inglese".
Con il Constitutional Reform Act del 2005 si stabilisce quindi l'istituzione di una corte suprema; mentre la nomina dei giudici è affidata ad una commissione indipendente, vi si sopprimono i poteri in materia giudiziaria amministrativa del Lord cancelliere.